# الفالس العظيم (فلم)
الفالس العظيم  (بالإنجليزية: The Great Waltz) هو فيلم تم إنتاجه في الولايات المتحدة وصدر في سنة 1938.

## طاقم التمثيل
- لويز راينر

### ترشيحات وجوائز
| السنة | الحدث  | الفئة              | النتيجة |
| ----- | ------ | ------------------ | ------- |
|       | أوسكار | أفضل تصوير سينمائي | فوز     |

## وصلات خارجية
- مقالات تستعمل روابط فنية بلا صلة مع ويكي بيانات